# Sphaerotheca leucorhynchus
Sphaerotheca dobsoni is een kikkersoort uit het geslacht Sphaerotheca in de familie van de Dicroglossidae.
De wetenschappelijke naam werd voor het eerst geldig gepubliceerd in 1937 door C.R. Narayan Rao als Rana leucorhynchus.
De soort leeft in Azië en komt endemisch voor in India. Ze is enkel met zekerheid bekend van de typelocatie "Wattakole, Coorg".